# Tenille Dashwood
Tenille Averil Dashwood (Melbourne, 1 de marzo de 1989) es una luchadora profesional australiana. Es conocida por haber trabajado para la empresa WWE, donde se presentó bajo el nombre de Emma. También es notable por sus apariciones en Impact Wrestling, donde luchó utilizando su nombre real. 
Adicionalmente, también ha competido para la promoción Ring of Honor, y el circuito independiente estadounidense, canadiense y australiano, mismo en el que fue conocida como Tenille Tayla. Comenzó a entrenar lucha libre desde el año 2003, cuando apenas tenía 13 años de edad. En 2008, viajó a Canadá para entrenar en la Storm Wrestling Academy.

## Carrera

### Entrenamiento e inicios (2003-2011)
Dashwood fue introducida en la lucha libre por su hermano mayor Jake, cuando solo tenía ocho años de edad. Comenzó a practicar lucha libre en su país natal Australia y comenzó con sus entrenamientos entre los 13 y 15 años de edad. En 2005, Dashwood comenzó a hacer algunas apariciones para la promoción de lucha libre Australiana PWA Australia bajo el nombre de Valentine. Sin embargo, desde los 16 a los 18 años, Dashwood se limitó solamente a aparecer en escena y ayudar durante los eventos de lucha libre después de que sufriera grave lesión en el hombro. En 2007, se mudó a Calgary, Alberta, Canadá por algunos meses para entrenar con Lance Storm en la academia Storm Wrestling. Dashwood regresó a Australia en septiembre de 2008, y luchó ahí hasta febrero de 2009 para promociones como Wrestlerock y PWA Queensland.
Dashwood se trasladó a los Estados Unidos e hizo su debut en- el ring para la promoción all-female Shimmer Women Athletes como "Tenille" el 2 de mayo de 2009. Esto fue durante las grabaciones del Volumen 23 donde perdió ante Amber O'Neal. En el Volumen 25, Tenille derrotó a Jetta de International Home Wrecking Crew, pero fue atacada por the Crew después del combate. En el Volumen 26, Tenille perdió ante Rain, otro miembro de the Crew. Rain y Jetta derrotaron a Tenille y Jessie McKay en el Volumen 28. Tenille hizo equipo con McKay nuevamente en el Volumen 36, cuando ambas hicieron un exitoso reto a Portia Pérez y Nicole Matthews' por el Shimmer Tag Team Championship.
Dashwood hizo su debut para la promoción de lucha libre Canadiense Extreme Canadian Championship Wrestling (ECCW) el 22 de mayo de 2009 bajo su nombre real. En 2009, Dashwood también luchó para otra promoción Canadiense, Prairie Wrestling Alliance, como "Tenille Williams". En el combate debut de Dashwood para ECCW, derrotó a Nicole Matthews para ganar un combate por el SuperGirls Championship, pero más tarde perdió ante la campeona Veronika Vice. El 1 de agosto, Tenille derrto a Vice y Matthews en un 3-way match para ganar su primer ECCW Supergirls Championship. Acumulando combates de defensa exitosos con su título en juego durante varios combates individuales contra Vice y Matthews, Tenille defendió su título hasta el 27 de noviembre de 2009 cuando lo perdió ante Vice.
El 19 de marzo de 2010 durante un evento de ECCW, Tenille derrotó a Veronika Vice para re-capturar el ECCW Women's Championship. Nuevamente comenzó a disfrutar de varios combates ganados con su título en juego contra Vice, Nicole Matthews y Lylah Lodge en combates individuales, al igual que contra Matthews y KC Spinelli en un three-way match. Dashwood nuevamente perdió el título ante Matthews en un tables match el 26 de octubre, y perdió una revancha por el título ante Matthews en diciembre de 2010. El último combate de Tenille en ECCW tomo lugar el 7 de mayo de 2011, donde fue derrotada por Matthews.
A principios de 2011, Tenille regresó a la Academia de lucha libre Lance Storm Storm's para comenzar una formación de entrenamiento, durante el cual se convirtió en uno de los diez alumnos destacados en el reality show televisivo de World of Hurt. El 9 de julio de 2011, en un evento de Melbourne City, Tenille tuvo su último combate Australia antes de dirigirse a WWE y fue derrotada por Shazza McKenzie.

### World Wrestling Entertainment / WWE

#### Florida Championship Wrestling (2011-2012)
En marzo de 2011, SHIMMER anunció que Dashwood había firmado un contrato con la World Wrestling Entertainment (WWE). En julio de 2011, Dashwood decidió someterse a una cirugía en el hombro, la cual le había aquejado desde hace un largo tiempo y le había provocado problemas a lo largo de su carrera. En junio de 2012, Dashwood se mudó a Florida, y finalmente se reportó al territorio de desarrollo Florida Championship Wrestling (FCW). Hizo su debut en el ring de la FCW el 1 de agosto durante un evento en vivo, participando en un battle royal. En agosto de 2012, Dashwood reveló que Emma sería su nuevo nombre de luchadora.

#### NXT (2012-2014)
En agosto de 2012, la WWE cambió el nombre y la marca de su territorio de desarrollo, pasando de FCW, a NXT. Emma hizo su debut televisado el 28 de noviembre en un episodio de NXT, donde se enfrentó a Audrey Marie siendo derrotada. Emma debutó con un nuevo gimmick el cual consistía en una bailarina torpe el 9 de enero de 2013 durante un episodio de NXT. Desde abril, Emma comenzó a acumular varias victorias (sobre luchadoras como Bayley y Audrey Marie) mientras se convertía en una de las luchadoras más populares en NXT. El 26 de junio en un episodio de NXT, Emma compitió en un torneo para coronar a la campeona inaugural del NXT Women's Championship derrotando a Aksana en la primera ronda. Más tarde derrotó a Summer Rae en las semifinales el 10 de julio en un episodio de NXT. El 24 de julio en un episodio de NXT, Emma fue derrotada por Paige en la final del torneo por el NXT Women's Championship.
El 7 de agosto en un episodio de NXT, Emma ganó un a dance-off contra Summer Rae para convertirse en la contendiente número uno al NXT Women's Championship, pero Rae la atacó para comenzar un feudo. Los siguientes meses, Emma hizo equipo con Paige para comenzar un feudo contra Beautiful Fierce Females (Rae y Sasha Banks). El 18 de diciembre en un episodio de NXT, Emma fue retada por Natalya a un combate por su oportunidad al NXT Championship, el cual tomo lugar el 1 de enero de 2014 en un episodio de NXT en el cual Emma salió victoriosa. El 27 de febrero, en NXT Arrival, Emma finalmente recibió su combate por el título contra Paige, sin embargo fue derrotada fallando tratando de capturar el título. Después de que Paige fuera despojada del campeonato, Emma perdió ante Charlotte en un nuevo torneo para determinar a la nueva campeona. El 5 de junio en un episodio de NXT Emma y Paige regresaron para salvar a Bayley de un ataque, por parte de Summer Rae, Sasha Banks, y Charlotte. El 12 de junio Emma hizo equipo con Paige y Bayley para derrotar a las BFFs. Emma hizo su regreso a NXT el 18 de septiembre, enfrentando a la Campeona Femenina de NXT Charlotte, sin embargo fue derrotada.

#### Roster principal (2014-2015)

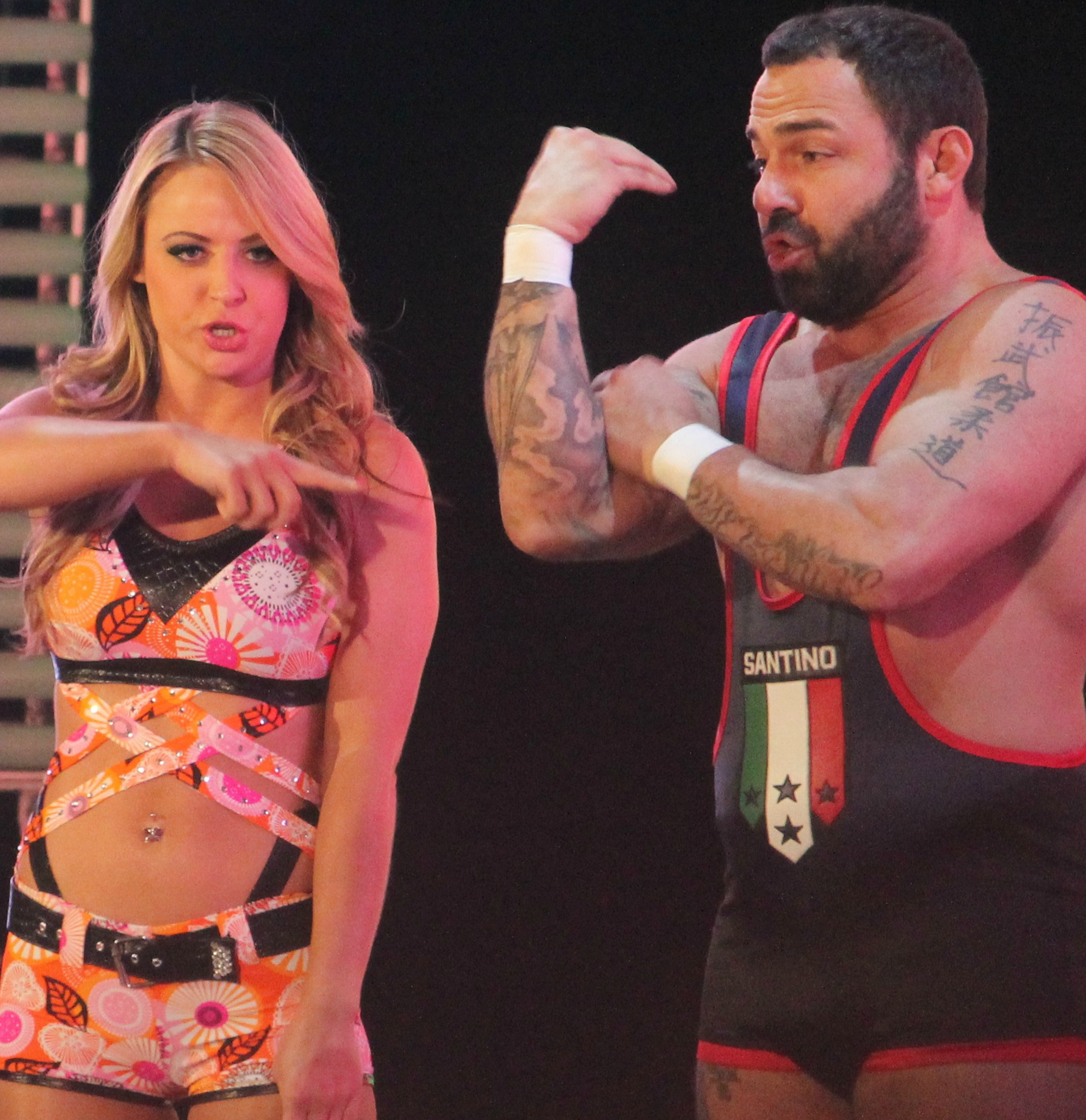
Tenille junto a Santino Marella en abril de 2014.

En el episodio del 13 de enero de 2014 de Raw, Emma hizo su primera aparición en el roster principal cuando en un segmento se reconoció su aparición entre la audiencia. En el episodio del 3 de febrero de Raw, Emma fue invitada al ring por Santino Marella para participar en un duelo de baile contra Summer Rae, mismo que ganó gracias a las reacciones de los asistentes. En las semanas siguientes, Emma y Rae siguieron con su enemistad, involucrando a sus “enamorados”, Fandango y Santino. Las dos finalmente se enfrentarían en una lucha en el episodio del 24 de febrero en Raw, donde se llevó la victoria. El 6 de abril en WrestleMania XXX, Emma compitió en su primera lucha titular como parte del roster principal en el "Vickie Guerrero Divas Championship Invitational" por el Campeonato de Divas, lucha que fue ganada por la campeona, AJ Lee. Las siguientes semanas Emma y Santino seguirían saliendo victoriosos ante Summer y Fandango, hasta por inactividad, Rae fue reemplazada por Layla como nueva compañera de baile de Fandango; sin embargo, Marella se retiró de la lucha libre en julio, disolviéndose su alianza y a su vez la rivalidad culminó.
El 2 de julio de 2014, dos días después de haber sido arrestada por hurto en la vida real; WWE la liberó de su contrato con la empresa, sin embargo, en pocas horas se revirtió la decisión y reintegró a Tenille a sus filas, anunciando que todavía "tomarían apropiadas medidas punitivas" contra ella. Emma regresó el 15 de julio Main Event, donde derrotó a Cameron. El 23 de noviembre en Survivor Series, Emma participó en un Divas Traditional Survivor Series Elimination Match, donde logró eliminar a Summer Rae antes de que su equipo ganara el combate sin miembros eliminadas.
El 23 de febrero en Raw, Emma y Paige se enfrentaron a The Bella Twins sin éxito, cuya lucha duró tan solo 30 segundos; por lo que después del encuentro, se generó gran polémica dentro de la industria de la lucha libre además de indignación por el trato a la división femenina. El revuelo en redes causó que el hashtag #GiveDivasAChance estuviera en tendencias principales a lo largo de tres días consecutivos, todo con la finalidad de apoyar a las Divas en tener mayor tiempo en pantalla y mejor paga.

#### Regreso a NXT (2015-2016)

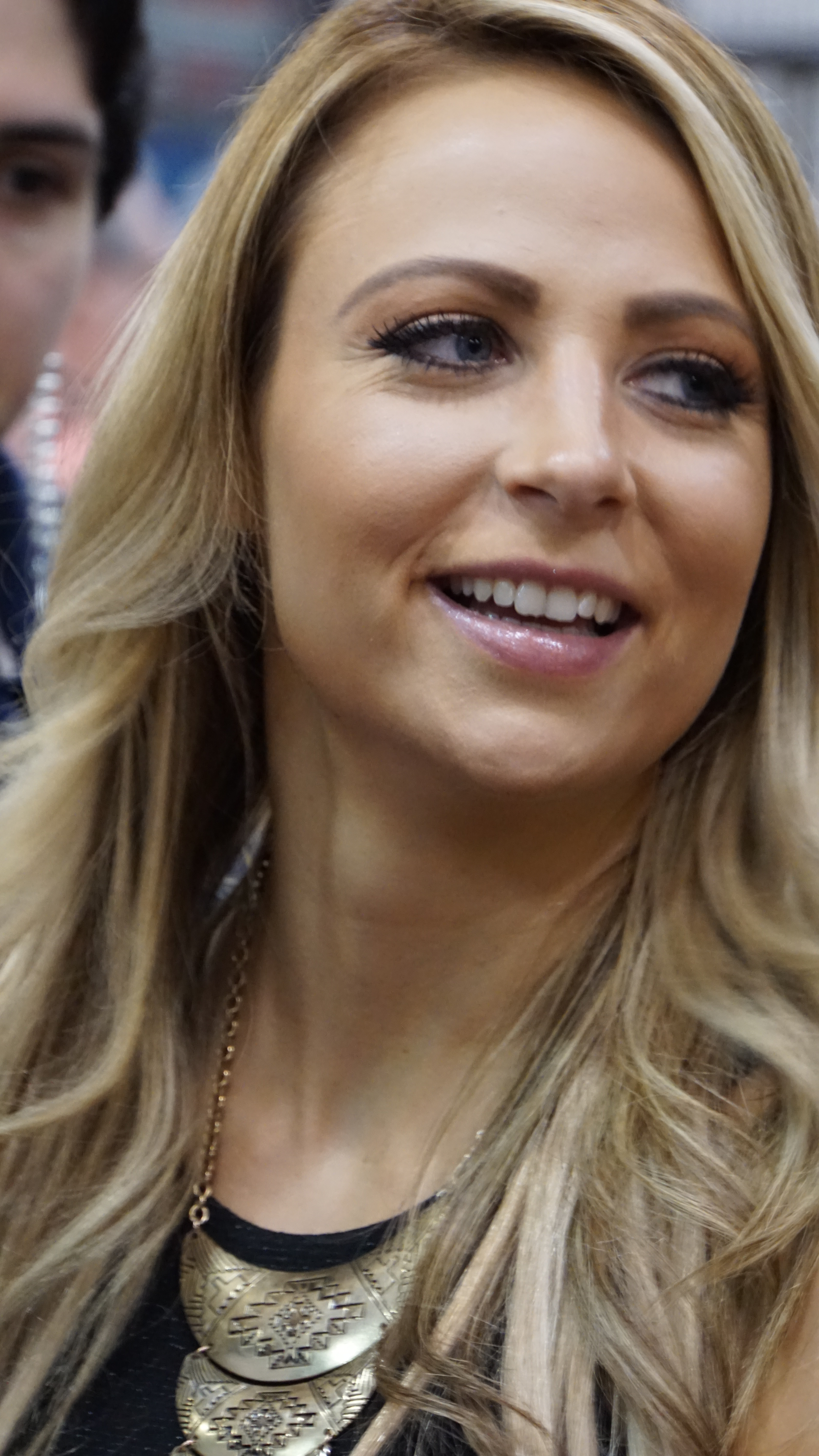
Tenille en marzo de 2015.

El 25 de marzo en NXT, Emma tuvo un segmento junto con Bayley, cambiando a tweener después de abofetearla e iniciando una rivalidad misma que la llevaría a ser derrotada el 11 de abril. El 29 de abril, interrumpió un combate entre Bayley y Dana Brooke, favoreciendo a esta última y haciéndola ganar el encuentro; unas semanas después, Emma saldría derrotada por Charlotte solo para que al final del encuentro fuera atacada por la misma Bayley. A pesar de tener un rol heel en NXT, en la lista principal aún era baby face, teniendo pequeñas apariciones en Main Event o Superstars, saliendo derrotada en la mayoría de sus encuentros.
El 20 de mayo en NXT TakeOver: Unstoppable, Emma hizo equipo con Dana Brooke, saliendo derrotadas por Charlotte y Bayley; sin embargo, el 27 de marzo en NXT, derrotó a esta última en una lucha individual y la atacó poco después junto a Brooke al igual que a Charlotte, quien intentó rescatarla, marcando el inicio de su alianza de forma oficial; además, de que Charlotte ahora estaba envuelta en la rivalidad. El 15 de junio en Raw, Emma rechazó aliarse con Paige en contra de  The Bella Twins y Alicia Fox; no obstante, esta fue su última aparición como parte del elenco de la lista principal, siendo transferida de forma definitiva a NXT. El 1 de julio en NXT, derrotó a Carmella en su primer combate como parte de su regreso oficial a la marca amarilla. El 26 de agosto, Emma derrotó a Charlotte, Becky Lynch y Dana Brooke en una Fatal Four-Way Match; sin embargo, terminó siendo atacada por Lynch y Charlotte, culminando así su ángulo con “las jinetes”. El 23 de septiembre iniciaría una nueva rivalidad, esta vez se reunió con Dana para burlarse y amenazar a la nueva integrante de NXT, Asuka; sin embargo, tanto Dana como Emma fueron derrotadas en luchas individuales en NXT TakeOver: Respect y NXT TakeOver: London respectivamente.
En el primer programa de NXT del año, participó en una Battle Royal para determinar a la aspirante al título de Bayley; sin embargo, fue eliminada por Asuka, con quien siguió su rivalidad hasta el 3 de marzo, donde Emma salió derrotada de nueva cuenta y marcando este como su último combate dentro de NXT.

#### Varios feudos y despido (2016-2017)

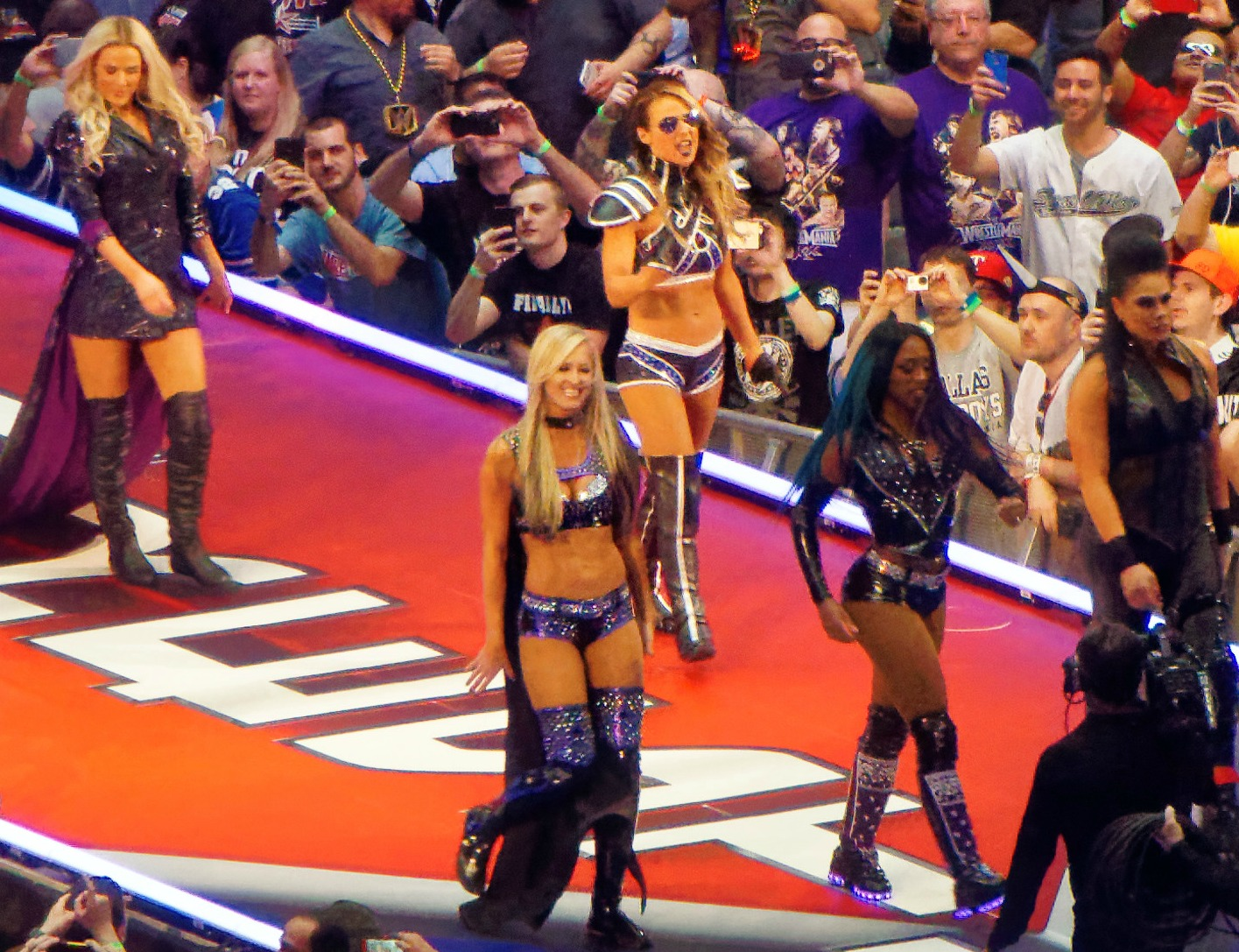
Tenille (en el centro), junto a las demás miembros del Team B.A.D. & Blonde en WrestleMania 32.

El 22 de marzo en Main Event, Emma hizo su regreso junto a Summer Rae, interfiriendo en la lucha que tenía Paige contra Naomi, atacando a Natalya y a Alicia Fox, uniéndose al equipo formado por Lana en contra de las Total Divas. En WrestleMania 32, el Team B.A.D & Blonde (Emma, Lana, Summer Rae, Tamina y Naomi) fue derrotado por el Team Total Divas (Brie Bella, Paige, Natalya, Alicia Fox y Eva Marie). Luego de esto, Emma comenzó un feudo con Becky Lynch, enfrentándose las siguientes semanas, aunque esta vez Dana Brooke se le unió después de haber sido ascendida a la lista principal, empezando a tener la misma dinámica en equipo como en NXT; sin embargo, durante un evento en vivo en mayo, Emma sufrió una delicada lesión en la espalda que la dejó inactiva por meses, viéndose cancelado su feudo con Dana y Becky.
El 16 de septiembre, hizo su regreso en un evento ene vivo como árbitro especial confirmando a su vez que sería parte del elenco de Raw al no haber sido seleccionada en el Draft por estar lesionada. El 3 de octubre en Raw, se emitió una promo sobre su regreso, solo que esta vez sería bajo el nombre de Emmalina, un personaje nuevo que desarrollaría a lo largo de las semanas con las viñetas promocionales. Sin embargo, después de 17 semanas de promoción, el personaje fue cancelado el 13 de febrero de 2017 en Raw, por lo que Tenille seguiría siendo conocida como Emma. Tenille años después de su liberación de contrato en 2017, explicó que no se sentía cómoda con la dirección creativa para este nuevo personaje; pues debía ser más “sensual” y eso intervenía con él como se sentía de forma personal, por lo que prefirió que el concepto fuera utilizado por otra de sus compañeras. El 3 de abril en Raw, Emma hizo su regreso al hacer equipo con Charlotte Flair y Nia Jax, siendo derrotadas por Bayley, Sasha Banks y su ex-aliada, Dana Brooke; sin embargo, una semana después del encuentro quiso re-conectar con ella, pero Brooke se negó, dando pie a una rivalidad entre ellas. El 7 de mayo en un evento en vivo en Inglaterra, Emma sufrió una lesión en el hombro, por lo que estuvo inactiva por semanas y su rivalidad con Brooke fue nuevamente cancelada.
El 12 de junio en Raw, hizo su regreso confrontando a Alexa Bliss y a todas las luchadoras de Raw, esa misma noche formó equipo con Nia Jax y Bliss para enfrentar a Mickie James, Dana Brooke y Sasha Banks, saliendo derrotadas. El 17 de julio después de solo pequeñas apariciones, Emma estuvo tras bastidores sin tener oportunidad de luchar; tras esto, se quejó al día siguiente en Twitter, “celebrando” su quinto aniversario en la WWE en cáterin. No fue hasta el 4 de agosto en Main Event, donde Emma tuvo su primera victoria del año después de derrotar a Mickie James, iniciando una breve rivalidad que perdió después de ser derrotada tres veces por James contra dos de ella. El 4 de septiembre, Emma y Nia Jax derrotaron a Alexa Bliss y Sasha Banks, ganando así ambas una oportunidad titular en WWE No Mercy, encuentro en el que enfrentó sin éxito a Jax, Bayley, Bliss y Banks, siendo esta su primera oportunidad titular en la lista principal desde el 2014. El 9 de octubre en Raw, Emma derrotó a Sasha, Dana, Alicia Fox y Bayley, ganando la oportunidad de enfrentarse a Asuka en TLC; pues sería ascendida a la lista principal. Sin embargo, salió derrotada en el PPV al igual que en la revancha al día siguiente en Raw.
El 29 de octubre de 2017, Tenille Dashwood (Emma) fue liberada de su contrato con la WWE.

### Circuito independiente (2018-2020)
Dashwood después de ser despedida por la WWE comenzó a planificar su retorno a los cuadriláteros para febrero del 2018, confirmando que su primera lucha será frente a Angelina Love. La lucha se llevaría a cabo el 3 de febrero, misma donde Dashwood resultó ganadora. El 11 de febrero se enfrentó a Rachael Ellering, lucha en la cual tuvo a Lance Storm como árbitro especial, ganando luego de aplicar su Spotlight Kick mientras Rachael se encontraba distraída ayudando a Lance, luego de golpearlo intencionalmente. El 16 del mismo mes tuvo una lucha con Leva Bates, dónde salió vencedora. El 22 de febrero venció a Taya Valkyrie en un evento de la empresa Bar Wrestling. El 2 de marzo derrotó a Deonna Purrazzo. Se enfrentaría a James Ellsworth el 30 de marzo, ganando por DQ. Hizo equipo con Tessa Blanchard, Nicole Savoy, Madison Eagles y Shazza McKenzie para derrotar a Trevor Lee, Jake Manning, Caleb Konley Maxwell Jacob y Zane Riley el 5 de abril en WrestleCon. Se enfrentó a Xia Brookside el 29 de abril, por el título femenino de IPW, terminando la lucha en empate luego de un doble pin. El 5 de mayo perdió ante Toni Storm en una lucha por el título femenino de wXw, siendo esta su primera y única derrota en el circuito independiente desde su salida de la WWE hasta la actualidad. En julio de 2018, regresó a su natal Australia y también a Nueva Zelanda donde venció a Shazza McKenzie, Indi Hartwell y Bea Priestley en el trascurso del mes. A finales de julio se enfrentó a Lisa Marie Varon, ganando la lucha.
El 1 de septiembre formó parte de la mesa de comentarios durante la lucha de Britt Baker, Tessa Blanchard, Chelsea Green y Madison Rayne en el evento All In.
Durante agosto y septiembre tuvo múltiples apariciones para la empresa Northeast Wrestling, en las cuales derrotó a  luchadoras como Karen Q, Ashley Vox y Kasey Catal. El 12 de septiembre venció a Solo Darling y el 13 a Viper, en el transcurso de esa lucha retomó su gimmick de bailarina del 2013 solo por instantes, para luego atacar a Viper.

### Ring of Honor (2018-2019)

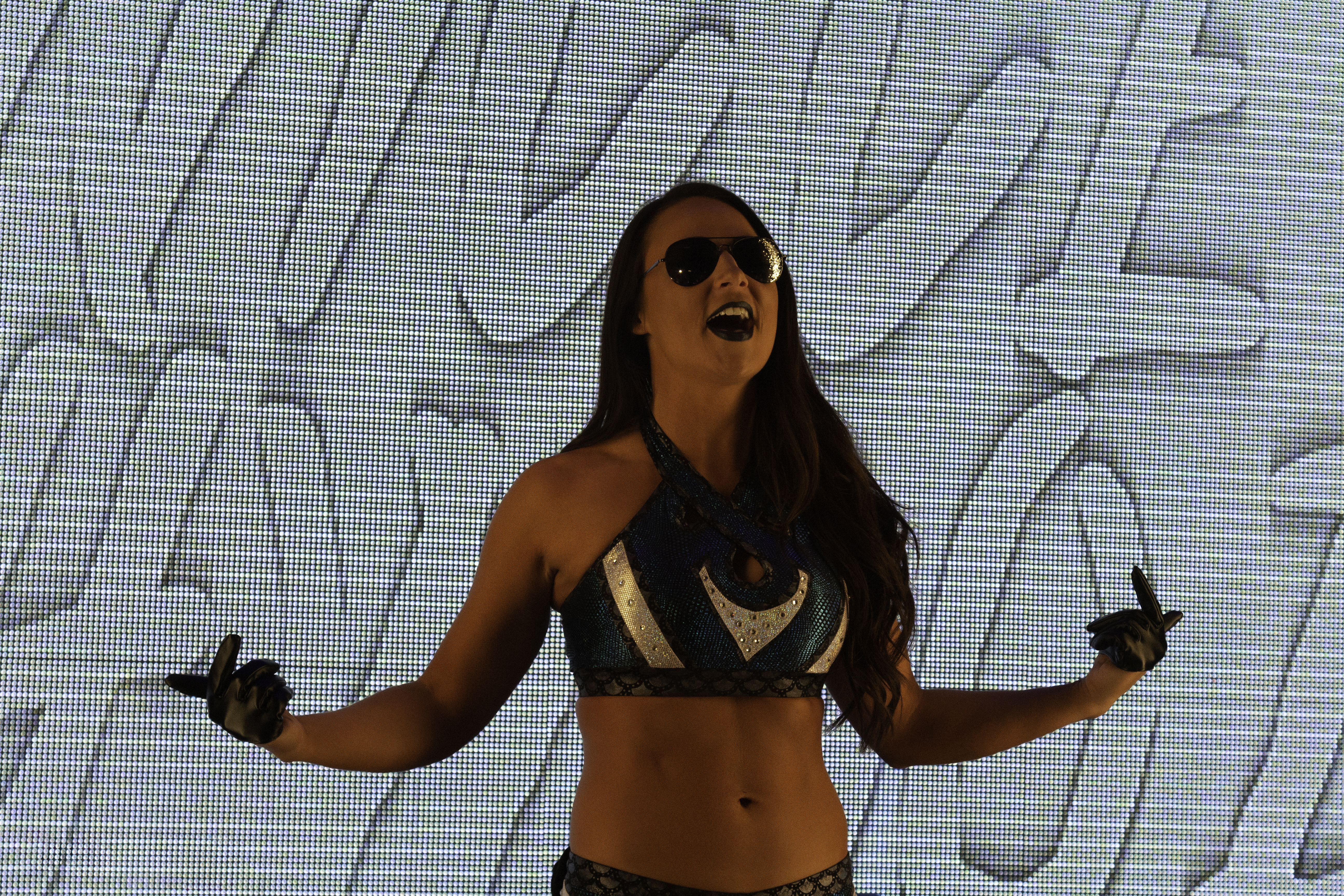
Dashwood realizando su entrada en el evento War Of The Worlds.

El 9 de febrero de 2018, Dashwood debutó en Ring of Honor (ROH) como face bajo su nombre real, anunciando que formaría parte de la división femenina (Women of Honor) y su participación como la 16.ª competidora en el torneo para coronar a la primera Campeona Femenina de Honor. Esa misma noche Dashwood tuvo su lucha debut al formar equipo con Mandy León para enfrentar a Stacy Shadows y Kelly Klein, saliendo victoriosas.
Tenille enfrentó a Stacy Shadows en la primera ronda del torneo por el campeonato femenino de ROH, lucha en la cual salió victoriosa, posteriormente Dashwood derrotó de igual modo a Brandi Rhodes para avanzar en la competencia. Sin embargo perdería en las semifinales contra Sumie Sakai.
Luego de perder con Sumie tuvo una racha de victorias en luchas tag team haciendo equipo con Deonna Purrazzo y Jenny Rose. Volvió a la acción individual el 13 de mayo venciendo a Karen Q y a Kelly Klein el 26 del mismo mes. A mediados de junio hizo equipo con Sumie para vencer a Kelly Klein y Thunder Rosa, al día siguiente venció a Thunder Rosa en un combate individual, posicionándola como una de las posibles retadoras al WOH championship.
El 29 de junio tuvo su primera aparición en un PPV desde su salida de la WWE, en el evento Best in the World donde hizo equipo con Mayu Iwatani, Jenny Rose y la campeona Sumie Sakai para derrotar a Oedo Tai (Kagetsu, Hazuki y Hana Kimura) con Kelly Klein.
En el episodio semanal de ROH TV emitido el 13 de agosto, Tenille se enfrentó a Kelly Klein, Karen Q y Madison Rayne en un Fatal 4 Way match para ser retadora al título de WOH, consiguiendo la victoria Madison.
El 25 de agosto Sumie retó a Tenille a una lucha por el ahora llamado Campeonato Mundial Femenil de Honor para el evento Death Before Dishonor XVI, con la idea de probar por qué es la campeona, Tenille aceptó el reto y aseguró que saldría con el título después de la lucha. Esa misma noche Tenille hizo equipo con Jenny Rose y Stella Gray para derrotar a otras tres luchadoras. Posteriormente Dashwood sería derrotada por Sakai, en una lucha que tenía él cinturón femenil de ROH en juego, debido a su inactividad Tenille esclareció su situación, dando a conocer que se sometería a una operación para reponer su hombro, además de que su salud no estaba muy bien del todo, confirmando que al menos 6 meses estará fuera de acción.
Hizo su regreso a Ring of Honor el 12 de enero, formando parte del stable recién creado Lifebloood. Junto con Juice Robinson, Mark Haskins, David Finlay, Bandido y Tracy Williams, expresaron que devolverían el honor que la empresa había perdido a través de los años, y la devolverían a sus épocas de gloria de Samoa Joe, CM Punk y Bryan Danielson. Más tarde esa noche, Tenille estuvo presente en la mesa de comentarios en la lucha dónde Lifebloood derrotó a Jay Lethal, Jeff Cobb, Jonathan Gresham, Flip Gordon y Dalton Castle.

### Impact Wrestling (2019-2022)
El 29 de julio de 2019, se anunció en Twitter que Dashwood había firmado con Impact Wrestling. El 30 de agosto, Dashwood hizo su primera aparición en el episodio de Impact, atacando a la Campeona de Knockouts de Impact, Taya Valkyrie, después de su defensa ante Big Mami. En Hard To Kill, Tenille y Kaleb with K fueron derrotados por Decay (Crazzy Steve y Rosemary). Después del confinamiento por la pandemia por COVID-19, Tenille regresó el 1 de septiembre de 2020, interrumpiendo el "Black Tie Affair" de la campeona de Knockouts, Deonna Purrazzo, informándole que iría tras su campeonato. El 22 de septiembre de Impact!, Dashwood derrotó a Jordynne Grace en el evento principal, el episodio también empató la audiencia más alta del año para Impact en AXS TV. Grace ganó la revancha la semana siguiente, lo que resultó en una lucha final que ganó Dashwood el 3 de octubre en Victory Road. 
En Bound For Glory, participó en el Call Your Shot Gauntlet Match, entrando como la #6, sin embargo, fue eliminada por Brian Myers. Posteriormente formó equipo con Alisha para competir en el Torneo por los Campeonatos Knockouts en Parejas de Impact!, enfrentándose a Havok y Nevaeh en la 1.ª ronda, sin embargo, fueron eliminadas iniciando un ángulo entre las dos después de que Dashwood y Kaleb se burlaran de Alisha, quien estaba ocupada confrontando a Sami Callihan por atacar a su esposo Eddie, cambiando a heel en el proceso. Su rivalidad se reanudó en Final Resolution, donde ella y Kaleb ganaron una lucha por equipos intergénero contra los Edwards, y Dashwood derrotó a Alisha en el episodio del 15 de diciembre de Impact. El 10 de abril de 2021, Dashwood derrotó a Havok, Rosemary, Jordynne Grace, Alisha y Su Yung, consiguiendo una oportunidad titular en Rebellion, sin embargo, no tuvo éxito en conseguir el campeonato. En el episodio del 12 de agosto de Impact!, Dashwood derrotó a Taylor Wilde con la ayuda de Madison Rayne, quien estaba haciendo su regreso; tras esto, ambas se aliaron y formaron The Influence junto a Kaleb.  
El 5 de marzo de 2022 en Sacrifice, Dashwood capturó el Campeonato Mundial de Knockouts en parejas de Impact con Rayne al derrotar a The IInspiration (Cassie Lee y Jessie McKay), siendo hasta la fecha su único campeonato dentro de la empresa. El 19 de junio en Slammiversary, Dashwood y Rayne perdieron los títulos ante Rosemary y Taya Valkyrie. El último partido de Dashwood en Impact fue contra Masha Slamovich en el episodio del 14 de julio de 2022, donde fue derrotada. El 21 de agosto de 2022, Dashwood anunció su salida de la empresa.

### All Elite Wrestling (2019)
El 31 de agosto de 2019, Dashwood hizo una aparición especial en el evento de All Out de All Elite Wrestling en el pre-show en el Women's Casino Battle Royale por una oportunidad por el Campeonato Mundial Femenino de AEW donde fue eliminada por Awesome Kong.

### Regreso a WWE (2022-2023)
El 28 de octubre de 2022, regresa a la WWE aceptando el reto abierto por el Campeonato Femenino de Smackdown ante Ronda Rousey, perdiendo el encuentro. Semanas después iniciaría una rivalidad junto a Madcap Moss en contra de Scarlett y Karrion Kross, sin embargo, el ángulo fue cancelado repentinamente al poco tiempo y a pesar de esto, Emma se convirtió en la valet de Moss acompañándolo en sus luchas. Emma participó en su primer Royal Rumble el 28 de enero del 2023, no logrando ganar al ser eliminada por Dakota Kai. El 21 de septiembre de 2023, Dashwood fue liberada de su contrato por WWE.

## Vida personal
Dashwood tiene un hermano mayor llamado Jake, quien la introdujo a la lucha libre, sin embargo Tenille cita a Stone Cold Steve Austin y Trish Stratus como sus principales inspiraciones para incursionar en el mundo de la lucha, Dashwood conoció a Stratus en la "WWE Global Warning tour" de 2002. Mantuvo una relación amorosa con Zack Ryder a principios de 2016 hasta 2017. El 30 de junio de 2014, Dashwood fue arrestada en Hartford, Connecticut por hurto en sexto grado. Ella no apareció en el episodio de Raw que fue transmitido en vivo esa noche. La policía la liberó después de acceder a comparecer en el tribunal comunitario de Hartford, que ella así lo hizo al día siguiente el 1 de julio. De acuerdo al abogado de Dashwood, ella olvidó pagar una cubierta de iPad, cuando usaba una máquina de auto recargo en Walmart. Tras aparecer en una corte comunitaria el 1 de julio, Dashwood fue sentenciada a un día de servicio comunitario y completar un curso en línea, después de lo cual el cargo sería desestimado tras su finalización.
En septiembre de 2015, Dashwood comenzó un programa de cocina en YouTube titulado Taste of Tenille. En agosto de 2018, Tenille confirmó sufrir Psoriasis desde los 14 años, esto lo ocultaba con maquillaje sin embargo su situación empeoró obligándola a dejar esporádicamente la lucha libre cuando pasa por crisis.
En agosto de 2022, reveló que esta saliendo con Michael Rallis, conocido como Riddick Moss en la WWE. El 3 de junio de 2023, se anunció que ambos estaban comprometidos.

## Otros medios
Dashwood ha hecho apariciones en algunas entregas de videojuegos de la WWE, en las que se encuentran: WWE 2K15 (como DLC), WWE 2K16, WWE SuperCard, WWE 2K17 y WWE 2K18.

## Campeonatos y logros
- Extreme Canadian Championship Wrestling
  - ECCW Women's Supergirls Championship (2 veces)

- Impact Wrestling
  - Impact Knockouts Tag Team Championship (1 vez) - con Madison Rayne

- Pro Wrestling Illustrated
  - Situada en el Nº38 en los PWI Female 50 de 2013[69]
  - Situada en el Nº29 en los PWI Female 50 de 2014
  - Situada en el Nº31 en los PWI Female 50 de 2015[70]
  - Situada en el Nº33 en los PWI Female 50 de 2016[71]
  - Situada en el N°64 en el PWI Female 100 en 2018
  - Situada en el Nº106 en el PWI Female 150 en 2021